# Anabarilius transmontanus
Anabarilius transmontanus és una espècie de peix cipriniforme de la família dels ciprínids que es troba a la Xina i, possiblement també, al nord del Vietnam.